# Chionaema aurifinis
Chionaema aurifinis là một loài bướm đêm thuộc phân họ Arctiinae, họ Erebidae.